# Friedrich Moch
Pour les articles homonymes, voir Moch.
Friedrich Moch, né le 12 avril 2000, est un fondeur allemand.

## Biographie
À l'origine, il joue au football, mais lorsque son père l'introduit au ski de fond à l'âge de treize ans, il se tourne vers ce sport directement.
Friedrich Moch, licencié au WSV Isny, court sa première compétition officielle de la FIS en 2016 et s'adjuge sa première victoire en 2017. Il prend part aux Championnats du monde junior en 2018, pour ses débuts avec l'équipe nationale, arrivant à cette occasion cinquième du skiathlon. Lors de l'édition 2019 à Lahti, il est encore cinquième en individuel (10 kilomètres) et remporte la médaille de bronze sur le relais. Il est également débutant en Coupe OPA cet hiver, montant sur le podium pour sa troisième course à Planica, avec le deuxième rang au quinze kilomètres libre.
Employé de la douane, il fait ses débuts en Coupe du monde en janvier 2020 à Oberstdorf, prenant la 31e place, juste en dehors des points. Il se concentre ensuite sur les Championnats du monde junior à Oberwiesenthal en Allemagne, y remportant deux médailles d'argent sur le dix kilomètres classique et le trente kilomètres libre.
Lors de l'hiver 2020-2021, il marque ses premiers points pour le classement de la Coupe du monde avec une 22e au quinze kilomètres de Davos, résultat qu'il améliore juste après, à Lahti, avec le dixième rang lors du skiathlon. Aux Championnats du monde des moins de 23 ans, à Vuokatti, il remporte une nouvelle médaille d'argent, sur le quinze kilomètres libre, gagné par Hugo Lapalus. Cette saison, il dispute son premier grand rendez-vous chez les séniors, les Championnats du monde à Oberstdorf, courant trois courses individuelles, dont le cinquante kilomètres où il arrive vingtième et le relais, se classant septième.
Lors du Tour de Ski 2021-2022, Moch se révèle au plus haut niveau en terminant troisième de l'ultime étape, une mass-start sur dix kilomètres, contenant l'ascension pentue de l'Alpe Cermis. Il obtient alors son ticket pour les Jeux olympiques de Pékin.

## Palmarès

### Jeux olympiques
| Épreuve / Édition | Sprint | Sprint                           | 15 km                            | 15 km     | Skiathlon 2 × 15 km | 50 km | Relais | Relais    |
| Épreuve / Édition | libre  | classique                        | libre                            | classique | Skiathlon 2 × 15 km | 50 km | Sprint | 4 × 10 km |
| Pékin 2022        | —      | Épreuve inexistante à cette date | Épreuve inexistante à cette date | —         | 13e                 |       | —      | 5e        |

Légende :
- : pas d'épreuve
- — : non disputée par Moch

### Championnats du monde
| Épreuve / Édition | Sprint                           | Sprint    | 15 km | 15 km                            | Skiathlon 2 × 15 km | 50 km | Relais | Relais                    |
| Épreuve / Édition | libre                            | classique | libre | classique                        | Skiathlon 2 × 15 km | 50 km | Sprint | 4 × 10 km                 |
| Obertsdorf 2021   | Épreuve inexistante à cette date | —         | 24e   | Épreuve inexistante à cette date | 38e                 | 20e   | —      | 7e                        |
| Planica 2023      | Épreuve inexistante à cette date |           |       |                                  |                     |       |        | Médaille de bronze, monde |

Légende :
- : pas d'épreuve
- — : non disputée par Moch

### Coupe du monde
- Meilleur classement général : 69e en 2021.
- 1 podium : 1 deuxième place.
- 1 podium en relais : 1 troisième place.

#### Courses par étapes
- 3 podiums :
- Tour de ski : 
  - 3 podiums d'étape : 1 deuxième place et 2 troisièmes places.

#### Classements par saison
| Saison / Épreuve | Général | Général | Distance | Distance | Sprint | Sprint | Nordic Opening depuis 2011       | Tour de ski depuis 2007 | Finales depuis 2008 |
| ---------------- | ------- | ------- | -------- | -------- | ------ | ------ | -------------------------------- | ----------------------- | ------------------- |
| Saison / Épreuve | Place   | Points  | Place    | Points   | Place  | Points | Nordic Opening depuis 2011       | Tour de ski depuis 2007 | Finales depuis 2008 |
| 2021             | 69e     | 54      | 49e      | 54       | -      | -      | 44e                              | -                       | -                   |
| 2022             |         |         |          |          |        |        | Épreuve inexistante à cette date | 14e                     |                     |

Légende : 
- - : n'a pas participé à la course.

### Championnats du monde junior
- Lahti 2019 :
  -  Médaille de bronze du relais.
- Oberwiesenthal 2020 :
  -  Médaille d'argent du dix kilomètres classique.
  -  Médaille d'argent du trente kilomètres libre.

### Championnats du monde des moins de 23 ans
- Vuokatti 2021 :
  -  Médaille d'argent du quinze kilomètres libre.

### Coupe OPA
- 3e du classement général en 2021.
- 3 podiums individuels, dont 1 victoire.